# Data Matrix
DataMatrix — двумерный матричный штрихкод, представляющий собой чёрно-белые элементы или элементы нескольких различных степеней яркости, обычно в форме квадрата, размещённые в прямоугольной или квадратной группе. 
Матричный штрихкод предназначен для кодирования текста или данных других типов. 
Чаще всего в промышленности и торговле применяются битовые матрицы, кодирующие от нескольких байт до 1556 байт данных. 
При желании можно распечатать на принтере матрицы ёмкостью в сотни килобайт и затем считывать их с достаточно высокой точностью при помощи фотоаппаратов, матрицы которых содержат миллионы пикселей. Прообразом штрихкодов в виде матриц являются перфокарты. На конец октября 2022 года DataMatrix активно используют в Российской Федерации в виде наклейки на определённых государством товарах.

## Применение
Один из вариантов битовых матриц, «Data Matrix» был разработан компанией RVSI/Acuity CiMatrix (ныне часть корпорации Omron). Код применяется для маркировки в электронике, автомобилестроении, пищевой промышленности, авиакосмической и оборонной промышленности, энергетическом машиностроении.
Также данные коды применяются в рекламной и развлекательной сферах. С помощью DataMatrix можно закодировать как текст, так и другие типы данных — веб-ссылки, адреса электронной почты, телефонные номера и SMS.
- Datamatrix является одним из рекомендованных ассоциацией GS1 методов визуального кодирования информации о кодах продукции[2].
- В России Datamatrix с 01.07.2018 применяется на марках нового образца системы ЕГАИС[3][4] и является одним из основных методов маркировки продукции в системе маркировки и прослеживания продукции «Честный знак».

## Техническая спецификация
Символы DataMatrix образованы из модулей, расположенных в пределах шаблона поиска. В зависимости от размера, DataMatrix может закодировать от 6 десятичных цифр (самый маленький, 10x10) до 3116 десятичных цифр, или 1556 байт (самый большой, 144x144). Для маркировки товаров часто применяется код 20x20 (на иллюстрации), такой код содержит 44 десятичных цифр или 20 байт. Символ состоит из областей данных, которые содержат модули в виде периодического массива. Каждая область данных ограничена шаблоном поиска и окружена со всех четырёх сторон границами свободной зоны (замечание: модули могут быть круглыми или квадратными, конкретная форма стандартом не закреплена).
Если размер DataMatrix превышает 26x26, он разбивается вертикальными и горизонтальными линиями на блоки, каждый из которых не превышает 26x26.

### Сравнение сQR-кодом
Data Matrix является альтернативой QR-коду — оба являются двумерными штрих-кодами. Однако, Data Matrix обладает некоторыми преимуществами:
- Data Matrix оптимальнее использует пространство. В QR-коде значительная площадь занята метками, не содержащими полезной информации. Так, QR-код размером 21x21 может закодировать до 9 байт с 30% коррекцией ошибок, либо 19 байт с 7% коррекцией ошибок, а Data Matrix 20x20 — 20 байт с 30% коррекцией ошибок. Micro QR минимального размера 11x11 кодирует 5 десятичных цифр, коррекция ошибок не предусмотрена (только контрольная сумма), а Data Matrix 10x10 — 6 десятичных цифр с 30% коррекцией ошибок. То есть, DataMatrix при меньшем размере превосходит QR-код и по информационной емкости, и по устойчивости к ошибкам.
- QR-код может быть только квадратным, а стандарт Data Matrix допускает прямоугольную форму, что может быть удобно для маркировки некоторых товаров.

### Data Matrix ECC 200
ECC 200 — это новейшая версия DataMatrix, использующая коды Рида-Соломона для предотвращения ошибок и восстановления стёртой информации. ECC 200 делает возможным восстановление всей последовательности закодированной информации, когда символ содержит 30 % повреждений, предполагая, что матрица всё ещё расположена в точности правильно. DataMatrix имеет частоту появления ошибок меньше, чем 1 на 10 миллионов сканированных символов.
Символы имеют чётное количество рядов и чётное количество столбцов. Большинство символов — квадратные, размерами от 10×10 до 144×144 модулей. Однако некоторые символы — прямоугольные и имеют размеры от 8×18 до 16×48 модулей (только чётные значения). Все символы, поддерживающие исправление ошибок ECC 200, могут быть опознаны по верхнему правому угловому модулю, имеющему один цвет с фоновым.
Дополнительные возможности, отличающие ECC 200 символы от более ранних стандартов:
- обратный порядок чтения символов (светлое изображение на тёмном фоне);
- спецификация набора символов;
- прямоугольные символы;
- структурное присоединение (соединение до 16 символов для кодирования большего количества информации)[источник не указан 1073 дня].

### Форма Data Matrix
Основным отличием Data Matrix от других матричных штрихкодов является возможность выбора формы изображения кода, которая может быть квадратной или прямоугольной.

## Стандарты
К настоящему дню DataMatrix описывается стандартом ISO, ISO/IEC16022—International Symbology Specification, Data Matrix, и является общественным достоянием для многих областей использования, что означает, что формат может быть использован свободно и без каких-либо лицензионных отчислений.
- ISO/IEC 15418:1999 — Symbol Data Format Semantics
- ISO/IEC 15434:1999 — Symbol Data Format Syntax
- ISO/IEC 15415 — 2-D Print Quality Standard

Стандарт является свободным, однако, не существует бесплатных документов, которые описывают процесс кодирования. Документацию в электронном виде в формате PDF или в бумажном виде можно приобрести на сайте организации ISO (iso.org).